# قرە ول (سقز)
قرية قرە وِل (بالكردية: قەرەول) هي إحدى القرى التابعة لـإمام في ريف قسم زيويه من مقاطعة سقز، في محافظة كردستان الإيرانية.

## السكان
حسب إحصاءات سنة 2006، بلغ إجمالي السكان في قرە وِل 70 نسمة وعدد المساكن 16 مسكن. لغة سكان قرە وِل هي اللغة الكردية و هم من أهل السنة والجماعة والمذهب الشافعي.